# Colysis × kiusiana
Colysis × kiusiana là một loài dương xỉ trong họ Polypodiaceae. Loài này được Kurata mô tả khoa học đầu tiên năm 1961.
Danh pháp khoa học của loài này chưa được làm sáng tỏ. 